# Józef Kanty Ossoliński
Józef Jan Kanty Ossoliński herbu Topór z Tęczyna, z Balic, (ur. 1707, zm. 18 listopada 1780 w Rymanowie) – wojewoda wołyński od 1757, chorąży nadworny koronny (1738), starosta sandomierski i chmielnicki, konfederat barski.

## Rodzina
Polski magnat, ożeniony w 1731 z Teresą Stadnicką, właścicielką Leska. Miał syna Józefa Salezego Ossolińskiego (1734–1789) – senatora (ok. 1780 i 1790), starostę sandomierskiego, wojewodę podlaskiego (1774) ożenionego z Anną Ossolińską na Tęczynie i Sterdyni, h. Topór (1759–1843) i córki: Annę Teresę Ossolińską (1746–1810) wydaną za mąż za Józefa Potockiego (1735–1802) – krajczego wielkiego koronnego oraz Mariannę Ossolińską z Balic, h. Topór (1731–1802) wydaną za mąż za gen. Józefa Jana Wandalina Miszcha z Wielkich Kończyc, h. Kończyc chorążego wielkiego koronnego, starostę sanockiego (1742–1797).

## Życiorys
Edukował się w Krakowie (1721) na Akademii Krakowskiej, w Paryżu w sierpniu 1727 roku pod okiem kardynała André Hercule de Fleury. Jego pobyt we Francji związany był z przygotowaniami do osadzenia na tronie polskim Stanisława Leszczyńskiego. Wraz z francuskim pułkownikiem Błędowskim wyruszył w 1729 roku do Wrocławia. Tego samego roku, za sprawą swojego ojca Franciszka został posłem inflanckim na sejmie grodzieńskim.
Był komendantem chorągwi w regimencie pieszym artylerii koronnej Jana Klemensa Branickiego w stopniu kapitana lub majora w 1730 roku, a w 1756 roku został rotmistrzem chorągwi pancernej w pułku Branickiego.
26 czerwca 1729 objął swoją władzą starostwa: sandomierskie i chmielnickie. 13 lutego 1730 roku objął oficjalnie urząd starosty sandomierskiego składając uroczystą przysięgę. Był posłem z ziemi drohickiej na sejm 1730 roku.
W latach 1732 i 1733 był posłem z województwa czernichowskiego na sejmy nadzwyczajne w Warszawie. Po śmierci Augusta II wraz z ojcem poparł kandydaturę Stanisława Leszczyńskiego na tron polski i był jego lektorem w 1733 roku.
7 czerwca 1734 roku przewodził sejmikowi ziemi sanockiej, który poświęcony był głównie sprawom organizacji milicji wojewódzkiej. 14 marca 1735 roku podczas obrad sejmiku wiszeńskiego uznał prawa do tronu króla Augusta III.
W 1738 roku odwiedził swojego ojca w Lunéville (Lotaryngia) otrzymując dobra warszawskie i posiadłości Garbatki, Tarchomin oraz meble i wyposażenie pałaców, które musiał podzielić między siebie a brata Tomasza.
Od 1738 roku jako poseł aktywnie brał udział w obradach sejmu zajmując się sprawami wojskowymi, m.in. żądał opuszczenia kraju przez rosyjski korpus wojskowy, stacjonujący od 1733, domagał się deklaracji neutralności w wojnie rosyjsko-tureckiej. 17 grudnia 1738 roku został chorążym nadwornym koronnym.
W 1742 roku był komisarzem z województwa czernihowskiego Trybunału Skarbowego Koronnego.
W październiku 1744 roku obradował na sejmie grodzieńskim, gdzie został obrażony przez posła Józefa Wilczewskiego, że wspólnie z innymi posłami pozostają na żołdzie pruskim i dążą do zerwania sejmu. Po tym incydencie żądał odwołania oszczerstwa, grożąc zerwaniem sejmu. W 1746 roku posłował w Warszawie, a w 1750 jako poseł ziemi drohickiej.
W 1757 został kawalerem Orderu Orła Białego. 7 maja 1764 roku podpisał manifest, uznający odbywający się w obecności wojsk rosyjskich sejm konwokacyjny za nielegalny. 19 czerwca 1764 – brał udział w obradach przybyłych do Krosna wojsk Konfederatów, po klęskach pod Leskiem i Brzozowem. Józef Kanty Ossoliński z synem Józefem Salezym Ossolińskim zaproponował natarcie na rosyjski korpus i prywatne zaciągi Kazimierza Poniatowskiego, w celu przebicia się do Lwowa, oraz połączenia z wojskami Franciszka Salezego Potockiego i Karola Radziwiłła. Uczestnik konfederacji radomskiej.
Józef Kanty Ossoliński – wojewoda wołyński, mimo posiadania zamków w Dukli, Lesku i Ossolinie, po klęsce Konfederatów i I Rozbiorze Polski, zamieszkał w Rymanowie. W 1775 roku osiadł tu na stałe, wycofując się z życia politycznego. Był fundatorem niewielkiego, drewnianego dworku, wzniesionego w Tarchominie w połowie XVIII w.
Jego żona Teresa Stadnicka była ostatnią przedstawicielką rodu Stadnickich, zmarła 6 maja 1776 r. i została pochowana w klasztorze karmelitów koło Zagórza, a potem przeniesiono jej trumnę do kościoła do Leska, gdzie umieszczono tablice z napisem Teresa z hrabiów na Żmigrodzie Stadnickich, herbu Sreniawa, Ossolinska, Wojewodzina, Wołynska w Rymanowie, zmarła dn. 6 maja 1776 r. w Zagórzu u OO. Karmelitów pochowana.
W 1780 Józef (mylnie Jan) Kanty Ossoliński wybudował w Rymanowie kościół i w tym samym roku został w nim pochowany w krypcie w pięknym sarkofagu.
Epitafia Józefa Kantego Ossolińskiego i Teresy Stadnickiej zostały ustanowione w kościoła Nawiedzenia Najświętszej Maryi Panny w Lesku oraz w kościele Wniebowzięcia Najświętszej Maryi Panny w Zagórzu.

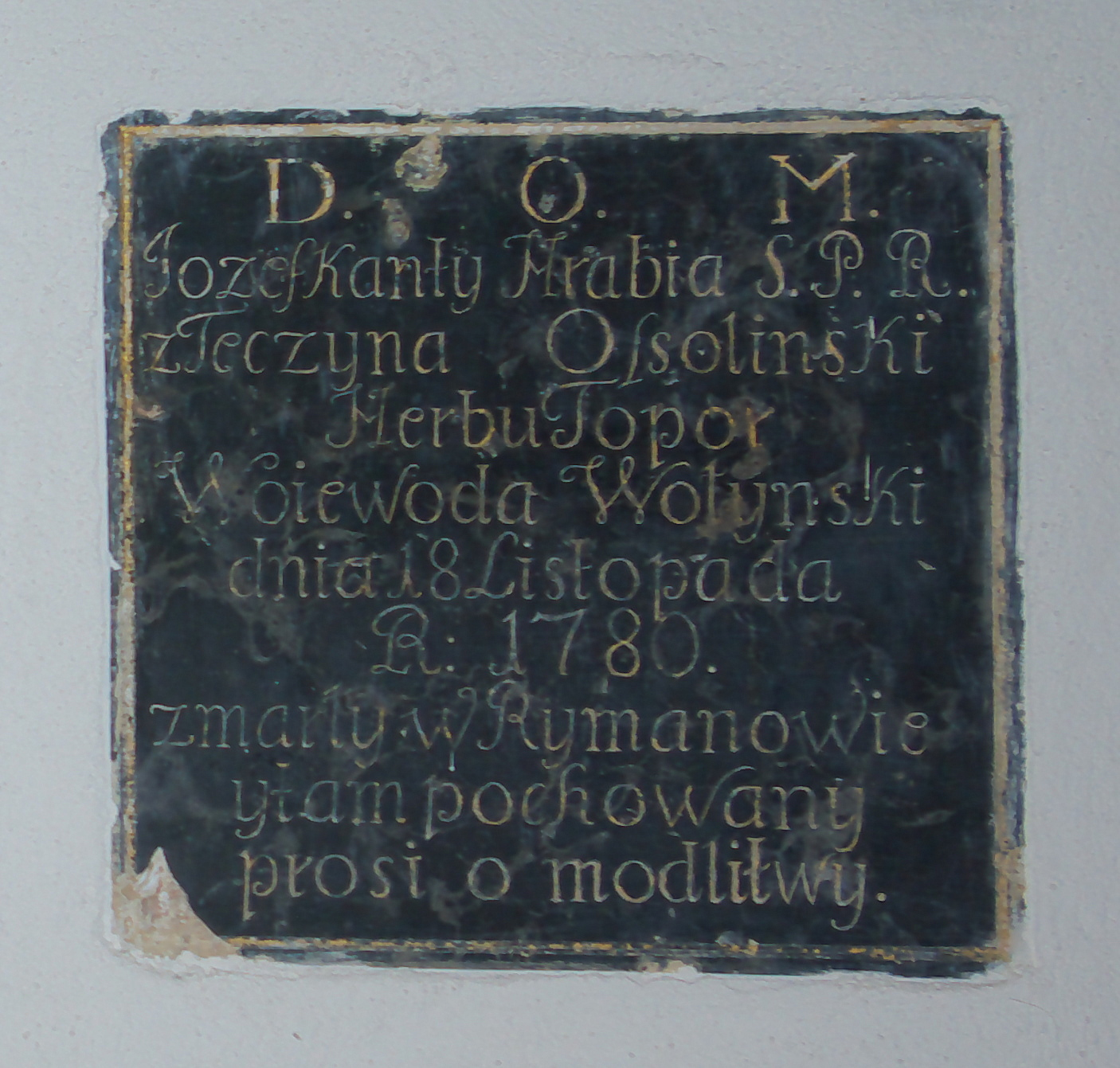
Epitafium Józefa Kantego Ossolińskiego w kościele w Lesku

## Wywód przodków
| 4. Maksymilian Franciszek Ossoliński |  |                                      |  |  |                           |
|                                      |  | 2. Franciszek Maksymilian Ossoliński |  |  |                           |
| 5. Teodora Krassowska                |  |                                      |  |  |                           |
|                                      |  |                                      |  |  | 1. Józef Kanty Ossoliński |
| 6. Atanazy Walenty Miączyński        |  |                                      |  |  |                           |
|                                      |  | 3. Katarzyna Miączyńska              |  |  |                           |
| 7. Helena Łuszkowska                 |  |                                      |  |  |                           |
|                                      |  |                                      |  |  |                           |